# Doré noir
Sander canadensis
Pour les articles homonymes, voir Sandre.
Espèce
Synonymes
 Stizostedion canadense
Statut de conservation UICN

 LC  : Préoccupation mineure
Le doré noir ou sandre canadien (Sander canadensis) est une grande perche, apparentée au doré jaune, vivant dans les grandes rivières ou les lacs d’Amérique du Nord.
Le doré noir est beaucoup moins répandu que le doré jaune mais dans les endroits où on le retrouve est tout aussi populaire.
À bien noter que les yeux du doré jaune ainsi que ceux du noir possède une couche de pigments réfléchissant la lumière appelé tapis choroïdien. Cette couche procure au poisson une excellente vision nocturne mais les oblige à éviter les lumières trop vives.
Il arrive que les 2 espèces s'hybrident pour former une sous-espèce nommé "saugeye" en anglais.
On trouve souvent le doré noir et le doré jaune dans les mêmes eaux.